# Brittiska mästerskapet 1898/1899
Brittiska mästerskapet 1898/1899 var den 16:e säsongen av Brittiska mästerskapet i fotboll. 

## Tabell
| Nr | Lag       | S | V | O | F | GM | IM | MS  | P |
| -- | --------- | - | - | - | - | -- | -- | --- | - |
| 1  | England   | 3 | 3 | 0 | 0 | 19 | 3  | +16 | 6 |
| 2  | Skottland | 3 | 2 | 0 | 1 | 16 | 3  | +13 | 4 |
| 3  | Irland    | 3 | 1 | 0 | 2 | 4  | 22 | −18 | 2 |
| 4  | Wales     | 3 | 0 | 0 | 3 | 0  | 11 | −11 | 0 |

## Matcher
|  | 18 februari 1899 | England                                                                                          | 13 – 20 | Irland                     |  |  |
|  |                  | Gilbert Smith ×4 Jimmy Settle ×3 Steve Bloomer ×2 Fred Forman ×2 Frank Forman Charlie Athersmith |         | Joe McAllen James Campbell |  |  |
|  |                  |                                                                                                  |         |                            |  |  |
|  |                  |                                                                                                  |         |                            |  |  |

|  | 4 mars 1899 | Irland        | 1 – 0 | Wales | Grosvenor Park |         |
|  |             | Philip Meldon |       |       | Belfast        | Belfast |
|  |             |               |       |       | Belfast        | Belfast |
|  |             |               |       |       | Belfast        | Belfast |

|  | 18 mars 1899 | Wales | 0 – 6   | Skottland                                                                   | Racecourse Ground                                          |                                                            |
|  |              |       | (0 – 1) | 22′, 55′ John Campbell 50′, 75′, 85′ Robert Smyth McColl 70′ Henry Marshall | Wrexham Publik: 12 000 Domare: Charles Sutcliffe (England) | Wrexham Publik: 12 000 Domare: Charles Sutcliffe (England) |
|  |              |       |         |                                                                             | Wrexham Publik: 12 000 Domare: Charles Sutcliffe (England) | Wrexham Publik: 12 000 Domare: Charles Sutcliffe (England) |
|  |              |       |         |                                                                             | Wrexham Publik: 12 000 Domare: Charles Sutcliffe (England) | Wrexham Publik: 12 000 Domare: Charles Sutcliffe (England) |

|  | 20 mars 1899 | England                                     | 4 – 0 | Wales | Ashton Gate |         |
|  |              | Steve Bloomer ×2 Fred Forman Ernest Needham |       |       | Bristol     | Bristol |
|  |              |                                             |       |       | Bristol     | Bristol |
|  |              |                                             |       |       | Bristol     | Bristol |

|  | 25 mars 1899 | Skottland | 9 – 1   | Irland             | Celtic Park                                                |                                                            |
|  |              | Robert Smyth McColl 5′, 25′, 47′ Alex Christie 10′ Robert Hamilton 20′, 65′ Jack Bell 35′ John Campbell 70′, 80′ | (5 – 0) | 54′ Archie Goodall | Glasgow Publik: 12 000 Domare: Charles Sutcliffe (England) | Glasgow Publik: 12 000 Domare: Charles Sutcliffe (England) |
|  |              | |         |                    | Glasgow Publik: 12 000 Domare: Charles Sutcliffe (England) | Glasgow Publik: 12 000 Domare: Charles Sutcliffe (England) |
|  |              | |         |                    | Glasgow Publik: 12 000 Domare: Charles Sutcliffe (England) | Glasgow Publik: 12 000 Domare: Charles Sutcliffe (England) |

|  | 8 april 1899 | England                            | 2 – 1   | Skottland           | Villa Park                                               |                                                          |
|  |              | Gilbert Smith 25′ Jimmy Settle 40′ | (2 – 0) | 52′ Robert Hamilton | Birmingham Publik: 25 590 Domare: James Torrans (Irland) | Birmingham Publik: 25 590 Domare: James Torrans (Irland) |
|  |              |                                    |         |                     | Birmingham Publik: 25 590 Domare: James Torrans (Irland) | Birmingham Publik: 25 590 Domare: James Torrans (Irland) |
|  |              |                                    |         |                     | Birmingham Publik: 25 590 Domare: James Torrans (Irland) | Birmingham Publik: 25 590 Domare: James Torrans (Irland) |